# اخضر ابراهیمی
اخضر ابراهیمی (۱ ژانویه ۱۹۳۴ در عزیزه، الجزایر) دیپلمات برجسته اهل الجزایر است. وی از ۱ سپتامبر ۲۰۱۲ تا ۳۱ مه ۲۰۱۴ نماینده ویژه دبیرکل سازمان ملل متحد و اتحادیه عرب در امور سوریه بود.
ابراهیمی بین سال‌های ۱۹۹۱ تا ۱۹۹۳ وزیر امور خارجه الجزایر بود و تاکنون چندین بار به عنوان نماینده ویژه سازمان ملل متحد و اتحادیه عرب برای حل بحران‌ها در مناطق مختلف از جمله عراق، افغانستان، لبنان، سوریه، هائیتی و آفریقای جنوبی انجام وظیفه کرده‌است که از این میان به این موارد می‌توان اشاره کرد:
- نماینده سازمان ملل در لبنان (۱۹۸۹)
- نماینده اتحادیه عرب برای حل بحران جنگ داخلی لبنان (از ۱۹۸۱ تا ۱۹۹۱)
- نماینده سازمان ملل در افغانستان در دو نوبت از ۱۹۹۷ تا ۱۹۹۹ و از ۲۰۰۱ تا ۲۰۰۴
- نماینده سازمان ملل در عراق در سال ۲۰۰۴

وی هم‌چنین عضو سازمان ریش‌سفیدان است که برای برقراری صلح در جهان تلاش می‌کنند و نلسون ماندلا، جیمی کارتر و دزموند توتو نیز در آن عضویت دارند.

## زندگی
ابراهیمی در ۱ ژانویه ۱۹۳۴ در شهر عزیزه در جنوب الجزایر متولد شد. در دوران جنگ استقلال الجزایر بین سال‌های ۱۹۵۶ تا ۱۹۶۱ نماینده جبهه آزادی‌بخش میهنی الجزایر مهم‌ترین سازمان مقاومت الجزایری‌ها در آسیای جنوب شرقی در جاکارتا اندونزی بود. پس از استقلال الجزایر به عنوان نماینده این کشور در اتحادیه عرب انتخاب شد و تا سال ۱۹۷۰ این پست را در اختیار داشت. از ۱۹۷۱ تا ۱۹۷۹ سفیر الجزایر در بریتانیا و مدتی نیز سفیر این کشور در مصر و سودان بود. ابراهیمی بین سال‌های ۱۹۸۲ تا ۱۹۸۴ مشاور دیپلماتیک رئیس‌جمهور الجزایر شد. وی از سال ۱۹۸۴ تا ۱۹۹۱ به عنوان معاون دبیرکل اتحادیه عرب فعالیت می‌کرد و از ۱۹۸۹ تا ۱۹۹۱ نماینده ویژه این سازمان برای پایان جنگ داخلی لبنان بود. پس از پایان این ماموریت بین سال‌های ۱۹۹۱ تا ۱۹۹۳ وزیر امور خارجه الجزایر شد. در دوران پایان حکومت آپارتاید آفریقای جنوبی در سال ۱۹۹۳ و ۱۹۹۴ نماینده سازمان ملل در این کشور شد و در رابطه با این ماموریت به کشورهایی چون زئیر، سودان، یمن، لیبریا، و نیجریه سفر کرد. او از سال ۱۹۹۴ تا ۱۹۹۶ هم به عنوان نماینده ویژه سازمان ملل در هائیتی انتخاب شد.
اخضر ابراهیمی در ۱۹۹۷ به عنوان نماینده سازمان ملل در افغانستان انتخاب شد و تا ۱۹۹۹ این مقام را بر عهده داشت. در سال ۲۰۰۱ مجدداً این ماموریت او از سر گرفته شد و تا سال ۲۰۰۴ ادامه داشت تا اینکه در این سال به عنوان نماینده این سازمان در عراق انتخاب شد. وی در سال ۲۰۰۵ از کار در سازمان ملل بازنشسته شد اما در سال ۲۰۰۹ دوباره ریاست تیم تدارکات امنیتی برای کادرهای فعال سازمان ملل را بر عهده گرفت. در سپتامبر سال ۲۰۱۲ وی جایگزین کوفی عنان به عنوان نماینده ویژه سازمان ملل متحد و اتحادیه عرب برای کمک به حل بحران سوریه شد.
دختر وی ریم علی همسر علی حسین برادر عبدالله دوم پادشاه اردن است.